# Wilhelm Eduard Ruhmann
Wilhelm Eduard Ruhmann/Rühmann (Mecklenburg, 1816 – 16 februari 1872) was een plantage-eigenaar, bankdirecteur en politicus in Suriname.
Hij werd geboren als zoon van L.V. Rühmann en L. Völschow. Hij bracht een groot deel van zijn leven door in Suriname. 
In 1857 volgde Ruhmann P.R. Planteau op als lid van de Koloniale Raad en een jaar later werd Ruhmann daarnaast de consul van Mecklenburg-Schwerin in Suriname. 
Ruhmann is administrateur van diverse plantages geweest. Bij de afschaffing van de slavernij in Suriname in 1863 was hij (mede)eigenaar van vele plantages in Suriname. Ingevolge de emancipatiewet ontving Ruhmann dan ook meerdere tegemoetkomingen van de Nederlandse staat voor het verlies van slaven: Plantage Groot Cuylenburg aan de Cottica (tegemoetkoming f 25.800,-), Frederikslust aan de Warapperkreek (tegemoetkoming f 62.100,-), Halle in Saxen aan de Waymoekreek (f 29.400,-), Nieuwhoop aan de Commewijne (f 48.300,-), Picardië aan de Commewijne (f 16.200,-), Vierkinderen aan de Tawaycoerakreek (f 56.700,-) en Waterland aan de Surinamerivier (f 15.000,-)
Vanaf de oprichting van de Surinaamsche Bank in 1865 was Ruhmann zes jaar directeur van die bank in Paramaribo. Rond 1866 was Ruhmann ook nog enige tijd lid van de Raad van Bestuur van Suriname. 
In 1871 benoemde de gouverneur hem tot lid van de Koloniale Staten maar nog geen jaar later overleed hij op 55-jarige leeftijd.